# 叠氮化𰽟
叠氮化𨥙，又称叠氮化肼，化学式H
5N
5 或[N
2H+
5][N−
3]。它是𨥙阳离子的叠氮化物，为不稳定固体。
由于其高氮含量和爆炸性，该化合物具有科学意义。

## 结构
在 13 GPa下，叠氮化𨥙的晶体结构会变化。

## 化学性质
叠氮化𨥙爆炸性分解成肼、氨和氮气：
12 N
5H
5 → 3 N
2H
4 + 16 NH
3 + 19 N
2
它和等当量的肼结晶，形成肼合叠氮化𨥙 [N
2H+
5][N−
3]·[N
2H
4]或 N
7H
9，为单斜晶系。它的潮解性和挥发性比纯叠氮化𨥙低。它爆炸性分解成氮气、氢气和氨。
在40GPa以上时，叠氮化𨥙分解成一种线形的氮的同素异形体 N
8，结构为 N≡−−N=N−−≡N。这种同素异形体在25GPa以下分解成 ε-N2。
它和硫酸反应，形成纯硫酸肼和叠氮酸。
[N
2H+
5][N−
3] + H2SO4  →  [N
2H2+
6][SO2−
4] + HN3